# Football Club Fiorentino
Maillots
Actualités
Le FC Fiorentino est un club de football saint-marinais.

## Historique
- 1974 : fondation du club sous le nom de SS Montevito
- 2005 : le club est renommé FC Fiorentino

## Palmarès
- Championnat de Saint-Marin
  - Champion : 1992

## Entraineurs
Liste des entraineurs depuis 2013.